# M5公路 (叙利亚)

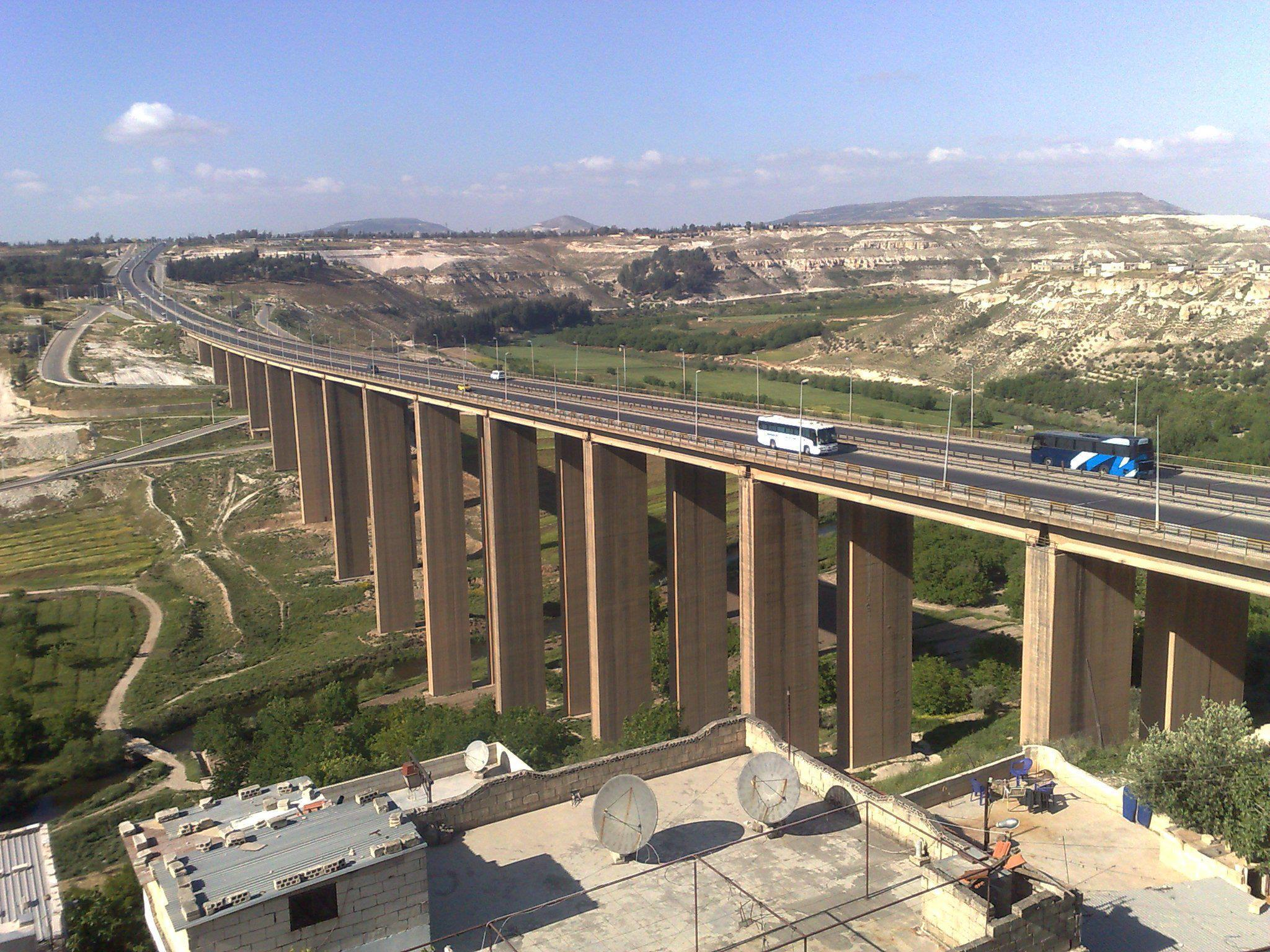
M5公路的拉斯坦大桥，位于拉斯坦，跨过奥龙特斯河

M5公路是叙利亚的一条南北走向的快速公路，全长约450公里，依次经过德拉、奈卜克、大马士革、霍姆斯、哈马、阿勒颇，并在Saraqib附近连接东西走向的M4公路。